# Desa Sukahaji (administrativ by i Indonesien, lat -6,32, long 107,62)
Desa Sukahaji är en administrativ by i Indonesien.   Den ligger i provinsen Jawa Barat, i den västra delen av landet, 90 km öster om huvudstaden Jakarta.